# Nikolaus von Luckner
Johann Nikolaus von Luckner, francouzsky Nicolas Luckner (12. ledna 1722, Cham – 4. ledna 1794, Paříž) byl německý důstojník v bavorských, nizozemských, hannoverských a francouzských službách, později maršál Francie. Je pradědečkem německého námořního důstojníka a spisovatele Felixe von Lucknera.

## Životopis
Luckner pocházel z měšťanského prostředí. Jeho otcem byl hostinský, sládek a obchodník s chmelem Samuel Luckner. Po brzké smrti otce opustila matka s dětmi v roce 1730 Cham a přestěhovala se k matce do Kötztingu, kde Luckner prožil dětství a dospívání. Navštěvoval jezuitskou kolej v Pasově a v roce 1741 vstoupil do bavorské armády. Ve stejném roce se stal kadetem u pěšího pluku Morawitzky. Sám za svého života tvrdil, že již v roce 1737 nastoupil vojenskou službu a bojoval proti Turkům, to však bylo na základě různých pramenů vyvráceno.
Za války o rakouské dědictví poprvé upoutal pozornost jako husar výpadem z obleženého Straubingu. Zúčastnil se českého tažení Karla Bavorského, ze kterého se vrátil v roce 1743 jako nadporučík granátníků. Poté vstoupil do Freikorps Johanna Michaela Gschraye v Deggendorfu. V roce 1745 se znovu připojil ke svému starému pluku a ve věku 23 let se stal poručíkem.
Protože válka o rakouské dědictví mezitím skončila, Luckner přešel s bavorským husarským plukem Frangipani do Nizozemska a se svým plukem vstoupil do nizozemských služeb. Po sňatku s bohatou Nizozemkou de Cypres a po rozpuštění pluku žil jako major ve výslužbě na svém panství v Holštýnsku.
Po vypuknutí sedmileté války vstoupil v roce 1757 jako major do hannoverských služeb. Luckner začínal jako velitel husarského sboru o 54 mužích. Vyznamenal se proti Francouzům v Krefeldu, Marburgu, Eisenachu, Göttingenu, Hamelnu, Kasselu a Northeimu a se svými husary s nepřítelem vedl jakousi partyzánskou válku. Byl úspěšný při ničení zásobovacích kolon a při nočních nájezdech. V srpnu 1759 získal dokumenty francouzského maršála obsahující tajné instrukce z ministerstva války. Ve stejném roce byl povýšen na plukovníka.
V roce 1761 Luckner, který byl mezitím povýšen na generálporučíka, a jehož pluk byl rozpuštěn, požádal o propuštění. Ucházelo se o něj Rusko a Francie a v roce 1763 vstoupil do francouzských služeb jako generál za roční plat 30 000 livrů. Luckner byl dánským králem v roce 1778 povýšen na barona a v roce 1784 se stal dědičným hrabětem. V době míru trávil většinu času na své panství v Holštýnsku.
V roce 1790, po vypuknutí Francouzské revoluce, vstoupil do služeb Národního shromáždění. Dne 28. prosince 1791 byl jmenován maršálem Francie a v roce 1792 vrchním velitelem Rýnské armády. Za jeho velení byla armáda vyznamenána dne 26. dubna 1792 písní, kterou složil Claude Joseph Rouget de Lisle, a ze které později stala francouzská národní hymna Marseillaise.
Ve Štrasburku sestavil vlastní armádu, ale shromáždil sotva 25 000 mužů. Postupoval s nimi na sever, překročil belgickou hranici a podařilo se mu zatlačit Rakušany. Poté byl jmenován velitelem severní armády a dobyl města Menen a Kortrijk. Po Lafayettově útěku (srpen 1792) obdržel titul generalissima s úkolem zformovat novou záložní armádu v oblasti Châlons-sur-Marne.
Zde se v průběhu času shromáždilo asi 60 000 neozbrojených mladých rolníků a Luckner vůči nim projevil takový nedostatek energie, že Konvent poslal plukovníka Choderlose de Laclose po jeho boku. Luckner poté požádal o propuštění, které vláda schválila v lednu 1793 s plnou výplatou.
Protože mu nebyla vyplácena penze, odjel si stěžovat do Paříže, přestože tam zuřila hrůzovláda. Luckner byl zatčen po (údajném) udání prince Karla von Hessen a byl 3. ledna 1794 postaven před revoluční tribunál. Žalobce Fouquier-Tinville ho vylíčil jako opatrného, ale tvrdohlavého monarchistu a obvinil ho, že se bez zjevného důvodu vzdal pozic, které získal jako maršál Francie. Po krátkém soudu byl odsouzen k trestu smrti a 4. ledna 1794 gilotinován.
O rok později maršála Lucknera rehabilitoval Národní konvent. Maršálův nejstarší syn Nikolaus von Luckner (1750–1824) dostal s jmenovací listinou a zadrženými finančními prostředky i maršálskou hůl. Tyto memorabilie zůstaly v rodině až do roku 1967 a nyní jsou ve Vojenském muzeu v Paříži.

## Ocenění
- 1763: ruský Řád svaté Anny
- 29. února 1768: rytířský kříž Mérite Militaire
- 7. června 1777: polský Řád bílé orlice
- 7. března 1792: velkokříž Řádu sv. Ludvíka
- Jeho jméno je uvedeno na Vítězném oblouku v Paříži.
- Na počest slavného rodáka hraje zvonkohra na radnici v Chamu každé poledne ve 12:05 Marseillaisu.